# Every Little Step
Every Little Step is een nummer van de Amerikaanse R&B-zanger Bobby Brown uit 1989. Het is de vierde single van hun zijn tweede studioalbum Don't Be Cruel.

## Achtergrondinformatie
Het nummer werd geschreven door de producers Babyface en L.A. Reid. Reid had op dat moment een relatie met zangeres Pebbles, die later zijn vrouw werd. "Every Little Step" is geïnspireerd uit Reids relatie met Pebbles. Aanvankelijk wilde Reid het nummer aan de groep Midnight Star geven, maar toen Bobby Brown een demo van het nummer hoorde en meteen enthousiast werd, kreeg Brown het nummer. 
"Every Little Step" werd een hit in Amerika en bereikte de 3e positie in de Billboard Hot 100. Ook op de Britse eilanden en in Canada en Oceanië sloeg het nummer aan. Nederland was het enige niet-Engelstalige land waar het nummer succes had. De plaat bereikte een bescheiden 28e positie in de Nederlandse Top 40.

## Tracklijst
7"-single
1. "Every Little Step" - 4:02
2. "Every Little Step" (with rap) - 4:12